# Stadio Nazionale PNF
Stadio Nazionale PNF was een Italiaans multifunctioneel voetbalstadion in Rome. Tijdens het Wereldkampioenschap voetbal in 1934 werden er drie wedstrijden in dit stadion afgewerkt, inclusief de finale tussen de elftallen van Tsjecho-Slowakije en Italië. Het stadion werd in 1953 afgebroken en werd vervangen door Stadio Flaminio.
De elftallen van SS Lazio en AS Roma speelden hun thuiswedstrijden in dit stadion voordat zij overstapten naar Stadio Olimpico.

## WK interlands
| №  | Datum        | Wedstrijd                     | Uitslag | Competitie     | Toeschouwers |
| -- | ------------ | ----------------------------- | ------- | -------------- | ------------ |
| 1. | 27 mei 1934  | Italië – Verenigde Staten     | 7 – 1   | WK 1934        | 13.000       |
| 2. | 3 juni 1934  | Tsjecho-Slowakije – Duitsland | 3 – 1   | WK 1934        | 10.000       |
| 3. | 10 juni 1934 | Italië – Tsjecho-Slowakije    | 2 – 1   | Finale WK 1934 | 45.000       |

Stadio Renato Dall'Ara (Bologna) · Stadio Luigi Ferraris (Genua) · Stadio Comunale Giovanni Berta (Florence) · Stadio Nazionale PNF (Rome) · Stadio San Siro (Milaan) · Stadio Giorgio Ascarelli (Napels) · Stadio Mussolini (Turijn) · Stadio Giuseppe Grezar (Triëst)